# Список керівників держав 952 року
Список керівників держав 952 року — це перелік правителів країн світу 952 року.
Список керівників держав 951 року — 952 рік — Список керівників держав 953 року — Список керівників держав за роками

## Європа
- Англія:
  - Король Англії — Едред (946—955)
  - Гвікке — до 994 немає даних.
  - Корнволл — граф Ролоп ап Алонор (940—960)
  - Королівство Йорвік — Олаф II (949—952), втретє; Ерік (952—954), вдруге
- Балканський півострів:
  - Перше Болгарське царство — Петро I (927—969)
  - Дукля — Хвалимир Петрович (950—971)
- Волзька Болгарія — Абдуллах ібн Мікаїл (943—964)
- Вельс:
  - Брихейніог — Гвалог ап Теудріг (934 -)
  - Королівство Гвент — Морган II (943—955)
  - Королівство Гвінед — Іеваф ап Ідвал (950—969)
  - Дехейбарт — Овейн ап Гівел (950—987)
  - Морганнуг — Морган III Старий (950—974)
  - Королівство Повіс — Овейн ап Гівел (950-984)
- Візантійська імперія — Костянтин VII Багрянородний (945—959)
  - Неаполітанське герцогство — Іоанн III (928—968)
  - Самос (фема) — до 1002 невідомо
- Ірландія — верховний король Конгалах Кногба мак Маел Міхіг (944—956)
  - Айлех — Домналл мак Муйрхертайг О'Нейлл (943—980)
  - Айргіалла — Доннакан мак Маелмуйре (947—970)
  - Дублін (королівство) — Амлайб Куаран (952—980) — вдруге
  - Коннахт — Тадг МакКатал (925—956)
  - Ленстер — Туатал II (947—958)
  - Король Міде — Домналл мак Доннхада (951—952); Карлуш Mac Куїнн (952—960)
  - Мунстер — Келлахан Кайсіл мак Буадахайн (? — 954)
  - Улад — Ардгал мак Матудайн (950—970)
    - Конайлле Муйрхемне — Кінаед мак Кронгілла (951—970)
- Італія:
- Король Італії — Беренгар II (950—966)
  - Венеційська республіка — дож П'єтро III Кандьяно (942—959)
  - Веронська марка — Генріх I (951—955)
  - Іврейська марка — Гвідо (950—965)
  - Князівство Капуанське — Ландульф IV Червоний (943—961)
  - Князівство Беневентське — Ландульф IV Червоний (943—961)
  - Герцогство Гаета — Доцибіл II (933—954)
  - Салернське князівство — Гізульф I (952—978)
  - Сполетське герцогство — Боніфацій II (946—953)
    - Калабрія (фема) — Пасхалій (950—955)
    - Лонгобардія (фема) — Малакін (950 — ?)
- Кавказ:
  - Абхазьке царство — Георгій II (923—957)
  - Вірменія — Абас I (928—953)
  - Кахетія — Квіріке II (929—976)
  - Тао-Кларджеті — Ашот II (937—954)
- Критський емірат — Абд аль-Азіз (949—961)
- Німеччина:
  - Герцогство Баварія — маркграф Генріх I (947—955)
  - Архієпископ Зальцбургу — Арольд (939—958)
  - Архієпископ Майнца — Фрідріх (937—954)
  - Герцогство Саксонія — Оттон I (936—961)
  - Франконія (герцогство) — Оттон I (939—973)
  - Герцогство Швабія — Ліудольф (950—954)
- Піренейський півострів:
  - Королівство Леон — король Леону, Астурії та Галісії Ордоньйо III (951—956)
  - Коїмбрське графство — Гонсалу Моніш (933—981)
  - Кордовський емірат — Абд Ар-Рахман III (912—961)
  - Королівство Наварра — Гарсія I (925—970)
  - Графство Португалія — Гонсалу I Мендеш (950—997)
- Скандинавія:
  - конунґ данів — Ґорм Старий (948—958)
  - Король Норвегії — Гокон I Добрий (934—961)
  - Швеція — Емунд II Ерікссон (950—970)
- Угорське князівство — надьфейеделем Файс (947—955)
- Україна — Київська княгиня Ольга (944/945-964)
- Західне Франкське королівство — Людовик IV Заморський (936—954)
- Східне Франкське королівство — Оттон I (836—962)
  - Герцогство Аквітанія — Раймунд II де Руерг (935—955)
  - Арелатське королівство — Конрад I (937—993)
  - Графство Булонь — граф Арнульф I Великий (935—964)
  - Архграф Верхньої Бургундії — Гуго Чорний (923/926-952); Жильбер (952—956)
  - Герцогство Васконія — герцог Санш IV (920—950/955)
  - Бретонське герцогство — Ален I (937—952); Дрого (952—958)
  - Голландія — Дірк II (928/949—988)
  - Графство Керсі — Гуго (935—972)
  - Графство Мен — Гуго II (950—992)
  - Нормандія — Річард I (942—996)
  - Графство Тулуза — Раймунд IV (942—961)
  - Урхельське графство — Боррель II (948—992)
  - Фландрія — Арнульф I (918—958)
- Хозарський каганат — Йосип I (940—965)
- Хорватія — Михайло Крешимир II (949—969)
- Чехія — князь Болеслав I (935—972)
- Шотландія:
  - Король Шотландії Малкольм I (943—954)
  - Стратклайд — Дональд III макЕоган (937—971)
- Святий Престол; Папська держава — папа римський Агапіт II (946—955)
- Вселенський патріарх — Феофілакт (933—956)
  - Тбіліський емірат — Мансур I (914—952); Джафар бін Мансур (952—981)

## Азія
- Близький Схід:
  - Фатіміди — Аль-Мансур Біллах (946—953)
  - Багдадський халіфат — Муті (946—974)
    - Дербентський емірат — Ахмад (944—953; втретє)
    - Зіядіди — Абул-Джейш Ісхак ібн Ібрагім (904—981)
    - Зіяриди — Вушмгір (934—967)
    - Держава Ширваншахів — Мухаммад III (948—956)
    - Яфуриди — Мухаммед бін Ібрагім (944—956)
- Васпураканське царство — Деренік-Ашот (943—959)
- Візантія:
- Феодосіополь (фема) — Теофіл Куркуас (949—952)
  - Династія Нго — Нго Сионг Ван (950—965)
- Індія:
  - Західні Ганги — Бутуга II (938—961)
  - Гуджара-Пратіхари — Девапала (948—960)
  - Гуджарадеша — Мулараджа I (942—986)
  - Камарупа — Ратна Пала (920—960)
  - самраат Кашмірської держави (Династія Утпала) — Кшемагупта (950—958)
  - Мевар (князівство) — Равал Аллата (951—971)
  - Імперія Пала — Радж'япала (927—959)
  - Держава Пандья — підкорено Чолою до 1190
  - Раджарата — раджа Даппула V (940—952); Удайя II (952—955)
  - Раштракути — Крішна III (939—967)
  - Династія Тхакурі — Гунакамадева II (949—994)
  - Саканбарі — нріпа Сімхараджа (944—971)
  - Східні Чалук'ї — Амма II (947—970)
  - Чандела — володар Даджхауті Яшоварман I (925—954)
  - магараджа держави Чеді й Дагали — Лакшманараджа II (945—970)
  - Чола — Гандарадітья (950—956)
  - Династія Шахі (Кабулшахи, Індошахи) — Бхімадева (921—964)
- Індонезія:
  - Матарам — Шрі Ісіяна Тунггавійя (947—985)
  - Сунда — Прабу Ресі Атмаядарма (942—954)
  - Шривіджая — до 960 невідомо
- Китай:
  - Далі — до 1081 невідомо
  - Iдикут Кучі — Арслан-хан (948—985)
  - Династія Ляо — Єлюй Цзін (951—969)
  - Південна Тан — Лі Цзін (943—961)
  - Уюе — Цянь Чу (948—978)
  - Південна Хань — Лю Шен (943—958)
  - Царство Цзінань — Ґао Баожун (948—960)
  - Пізня Шу — Мен Чан (934—965)
  - Північна Хань — Лю Чун (951—954)
  - Династія Пізня Чжоу — Го Вей (951—954)
- Корея:
  - Корьо — Кванджон (949—975)
  - Дундань — Аньдуань (951—952); до 959 керівництво здійснював Ґао Мохань
- Паган — король Теїнхко (934—956)
- Персія:
  - Баванди — Шахріяр II (930—964)
  - Буїди — Адуд ад-Даула (949—983)
  - Саффариди — Ахмад ібн Мухаммад (923—963)
  - Саларіди — Марзубан ібн Мухаммад (941—957)
  - Шеддадіди — Фазлун (951—955)
- Династія Нго — Нго Сионг Нгап (950—954)
- Кхмерська імперія — Раджендраварман II (944—968)
- Середня Азія:
  - Караханідська держава — Сатук Богра-хан (940—955)
- Японія — Імператор Муракамі (946—967)

## Африка
- Аксумське царство — Дел Нед (917? — 960?)
- Берегвати — Абу'л-Ансар Абдаллах (917—961)
- Некор (емірат) — Абу Аюб Ісмаїл ібн Абд аль-Малік (930—955)
- Ідрісиди — Абу'л-Айш Ахмад (948—954)
- Іхшиди — Абу'л-Касім Унуджур (946—961)
- Макурія — Захаріас III (920—943/969)
- Мідрариди — Мухаммад IV (943—958)
- Фатіміди — Аль-Мансур Біллах (946—963)
- Королівство Шоа — амір Умар (?-?)